# Vanhoeffenella
Vanhoeffenella, en ocasiones erróneamente denominado Arvanhoeffenum, es un género de foraminífero bentónico de la subfamilia Vanhoffenellinae, de la familia Vanhoffenellidae, de la superfamilia Astrorhizoidea, del suborden Astrorhizina y del orden Astrorhizida. Su especie tipo es Vanhoffenella gaussi. Su rango cronoestratigráfico abarca el Holoceno.

## Discusión
Clasificaciones previas incluían Vanhoeffenella en la familia Astrorhizidae del suborden Textulariina del orden Textulariida.

## Clasificación
Vanhoeffenella incluye a las siguientes especies:
- Vanhoeffenella bicornis
- Vanhoeffenella birsteini
- Vanhoeffenella cardioformis
- Vanhoeffenella caribbea
- Vanhoeffenella challengeri
- Vanhoeffenella chelata
- Vanhoeffenella eltaniae
- Vanhoeffenella foliacea
- Vanhoeffenella fragilis
- Vanhoeffenella gaussi
- Vanhoeffenella georgei
- Vanhoeffenella gordonae
- Vanhoeffenella kermadecensis
- Vanhoeffenella moskalevi
- Vanhoeffenella myriamae
- Vanhoeffenella novaezelandiae
- Vanhoeffenella oculus
- Vanhoeffenella pulchra
- Vanhoeffenella scotia
- Vanhoeffenella symmetrica
- Vanhoeffenella torbeni
- Vanhoeffenella unicornalis